# Ядовники (Свентокшиське воєводство)
Ядовники (пол. Jadowniki) — село в Польщі, у гміні Павлув Стараховицького повіту Свентокшиського воєводства.
Населення — 751 особа (2011).
У 1975-1998 роках село належало до Келецького воєводства.

## Демографія
Демографічна структура на день 31 березня 2011 року:
|          | Загалом | Допрацездатний вік | Працездатний вік | Постпрацездатний вік |
| -------- | ------- | ------------------ | ---------------- | -------------------- |
| Чоловіки | 373     | 98                 | 230              | 45                   |
| Жінки    | 378     | 73                 | 213              | 92                   |
| Разом    | 751     | 171                | 443              | 137                  |